# J. Arthur Seebach
J. Arthur Seebach Jr. (17 maggio 1938 – 3 dicembre 1996) è stato un matematico statunitense.
Ha conseguito il dottorato di ricerca nel 1968 alla Northwestern University, ed è entrato a far parte del St. Olaf College nel 1965. È stato il co-direttore della rivista American Mathematical Monthly dal 1971 al 1986 e direttore del Mathematics Magazine dal 1976 al 1980. 

## Pubblicazioni
- Lynn Steen, J. Arthur Seebach, Jr., Counterexamples in Topology, Springer-Verlag, 1970, ISBN 0-486-68735-X.